# Már megint lakótársat keresünk
A Már megint lakótársat keresünk (eredeti cím: Casse-tête chinois) Cédric Klapisch rendező 2013-ban bemutatott romantikus vígjátéka, egy filmtrilógia harmadik része (a másik kettő a Lakótársat keresünk – L'Auberge espagnole (2002) és a Még mindig lakótársat keresünk – Les Poupées russes (2005)).

## Cselekmény
|  | Alább a cselekmény részletei következnek! |

Xavier és Wendy tíz éve házasok és Párizsban élnek két gyerekükkel. Wendy a munkája miatt rövid időre New Yorkba utazik, ahonnan azzal a hírrel jön vissza, hogy találkozott „valakivel”, aki miatt New Yorkba költözik és viszi a gyerekeket is. Xavier, aki regényíró, nem akarja, hogy a gyerekei nélküle nőjenek fel, ezért utánuk utazik. Előtte leszbikus barátnője megkéri, hogy segítsen neki teherbe esni, amit Xavier elvállal. A leszbikus barátnő és Ju, a barátnője is New Yorkba költöznek.
New Yorkban Xavier kénytelen munkát vállalni, mint biciklis futár, hogy fizetni tudja a lakbért, a munkavállaláshoz azonban meg kell nősülnie. Egy kínai taxist, akit agyba-főbe ver egy teherautó-sofőr, kórházba visz. A kínaiak nagyon hálásak neki, ezért egy fiatal kínai nő vállalkozik rá, hogy névleg Xavier felesége lesz.
Xavier korábbi barátnője, Martine (Audrey Tautou), aki jól beszél kínaiul, szintén New Yorkba érkezik egy munka miatt, majd nem sokkal később már a két gyerekével jön vissza. Kényszerűségből mindkét alkalommal Xavier aprócska bérelt lakásában laknak, ahol mindkét alkalommal már másnap reggel „összejönnek”. Később bonyodalmak származnak abból, hogy a Bevándorlási Hivatal helyszíni ellenőrzést tart Xavier lakásán, ahol akkor éppen a leszbikus barátnő, Isabelle és a bébiszitter Isabelle hancúroznak, ugyanakkor az ellenőrzés miatt érkezik Ju is, aki a lakás főbérlője.
A film végén Xavier megkéri Martine-t, hogy maradjanak együtt New Yorkban.
|  | Itt a vége a cselekmény részletezésének! |

## Szereplők
| Szerep                           | Színész             | Magyar hang     |
| -------------------------------- | ------------------- | --------------- |
| Xavier Rousseau                  | Romain Duris        | Király Attila   |
| Martine                          | Audrey Tautou       | Györgyi Anna    |
| Isabelle                         | Cécile De France    | Hámori Eszter   |
| Wendy                            | Kelly Reilly        | Szávai Viktória |
| Ju                               | Sandrine Holt       | Haumann Petra   |
| Isabelle de Groote, bébiszitter  | Flore Bonaventura   | Gáspár Kata     |
| Hegel et Schopenhauer            | Jochen Hägele       |                 |
| Monsieur Rousseau, Xavier apja   | Benoît Jacquot      | Sörös Sándor    |
| Tom Rousseau                     | Pablo Mugnier-Jacob |                 |
| Mia Rousseau                     | Margaux Mansart     | Stern Hanna     |
| Lucas                            | Amin Djakliou       | Gerő Bence      |
| Jade                             | Clara Abbasi        | Vida Sára       |
| Nancy                            | Li Jun Li           | Csuha Borbála   |
| John                             | Peter Hermann       | Varga Gábor     |
| Xavier anyja                     | Martine Demaret     | Kubik Anna      |
| Bevándorlási hivatal ügyintézője | Peter McRobbie      | Barbinek Péter  |
| Xavier szerkesztője              | Dominique Besnehard | Várkonyi András |

## Fordítás
- Ez a szócikk részben vagy egészben  a   Chinese Puzzle című angol Wikipédia-szócikk fordításán alapul.  Az eredeti cikk szerkesztőit annak laptörténete sorolja fel. Ez a jelzés csupán a megfogalmazás eredetét és a szerzői jogokat jelzi, nem szolgál a cikkben szereplő információk forrásmegjelöléseként.